# Махаон
Махао́н (лат. Papilio machaon) — дневная бабочка из семейства парусников или кавалеров (лат. Papilionidae).

## Этимология названия
Махаон назван шведским натуралистом Карлом Линнеем в честь персонажа греческой мифологии врача Махаона, по преданиям являвшегося сыном Асклепия и Эпионы и принимавшего участие в походе греков на Трою во время Троянской войны (1194—1184 до н. э.)

## Внешний вид
Размах крыльев самцов 64—81 мм, самок — 74—95 мм. Основной цвет фона крыльев — интенсивно-жёлтый. Передние крылья с чёрными пятнами и жилками, и с широкой чёрной каймой, с жёлтыми лунообразными пятнами у внешнего края крыла. Задние крылья имеют «хвостики» до 10 мм. Окраска задних крыльев с синими и жёлтыми пятнами, красно-бурый глазок, окружённый чёрным, располагается в углу крыла.

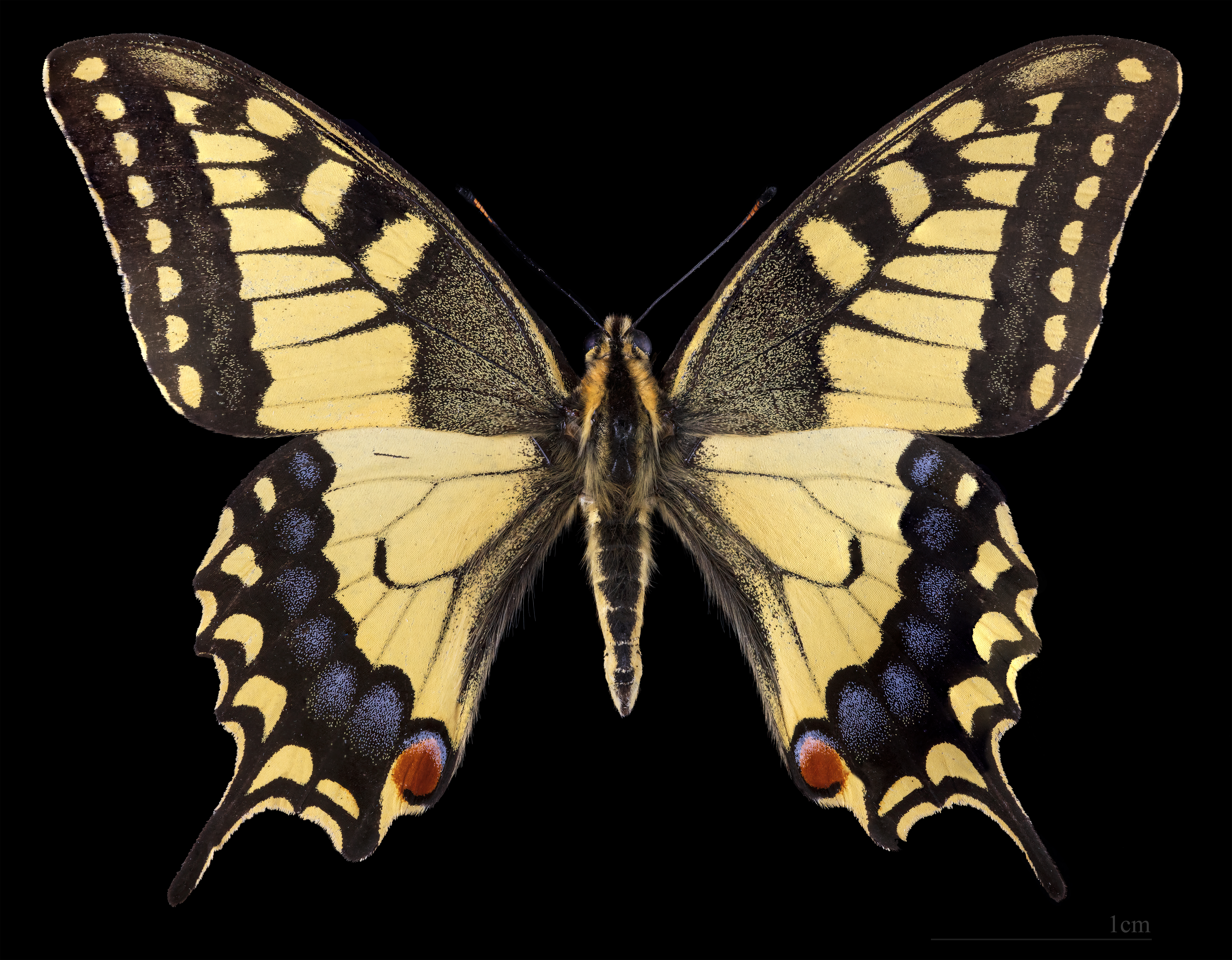
♂
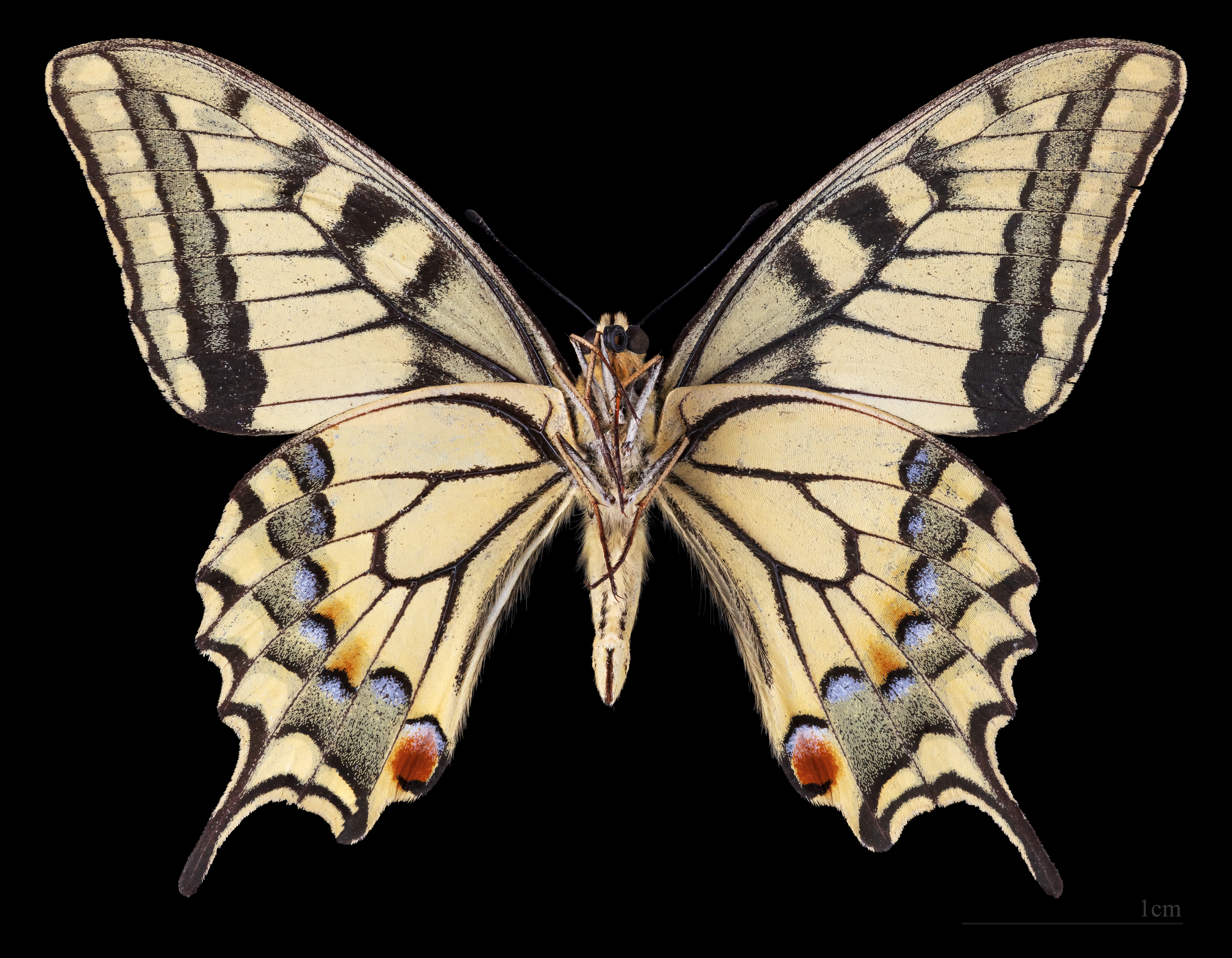
♂ △
♀

### Вариабельность
Бабочки первого поколения и особи, обитающие в северной части ареала, обладают бледной окраской, бабочки летнего поколения заметно крупнее и имеют более яркую окраску.
У экземпляров первого поколения сильнее выражен тёмный рисунок на крыльях. В жаркие годы отмечается появление более мелких бабочек с утончённым чёрным рисунком.

## Подвиды
В связи с очень широким ареалом махаон образует до 37 подвидов.
В Восточной Европе представлен номинативным подвидом.
На юге Сибири обитает подвид orientis (Verity, 1911), хвостики на крыльях бабочек короче и более развита чёрная окраска вдоль жилок.
В Приамурье и Приморье — подвид ussuriensis (Sheljuzhko, 1910) (= race amurensis Verity, 1911), для летнего поколения которого характерны очень крупные размеры — размах крыльев самцов до 84 мм, а самок до 94 мм.
На Сахалине, Курилах и в Японии обитает подвид hippocrates (C. et R. Felder, 1864), — синяя полоска над глазками заднего крыла располагается между двумя чёрными.
Подвид amurensis — короткие хвостики, одна генерация в год, светло-жёлтая окраска. Занимает по своему ареалу весь бассейн среднего и нижнего Амура. Описанная ранее из Уссурийского края крупная форма махаона под названием ussuriensis является лишь летней генерацией подвида amurensis.

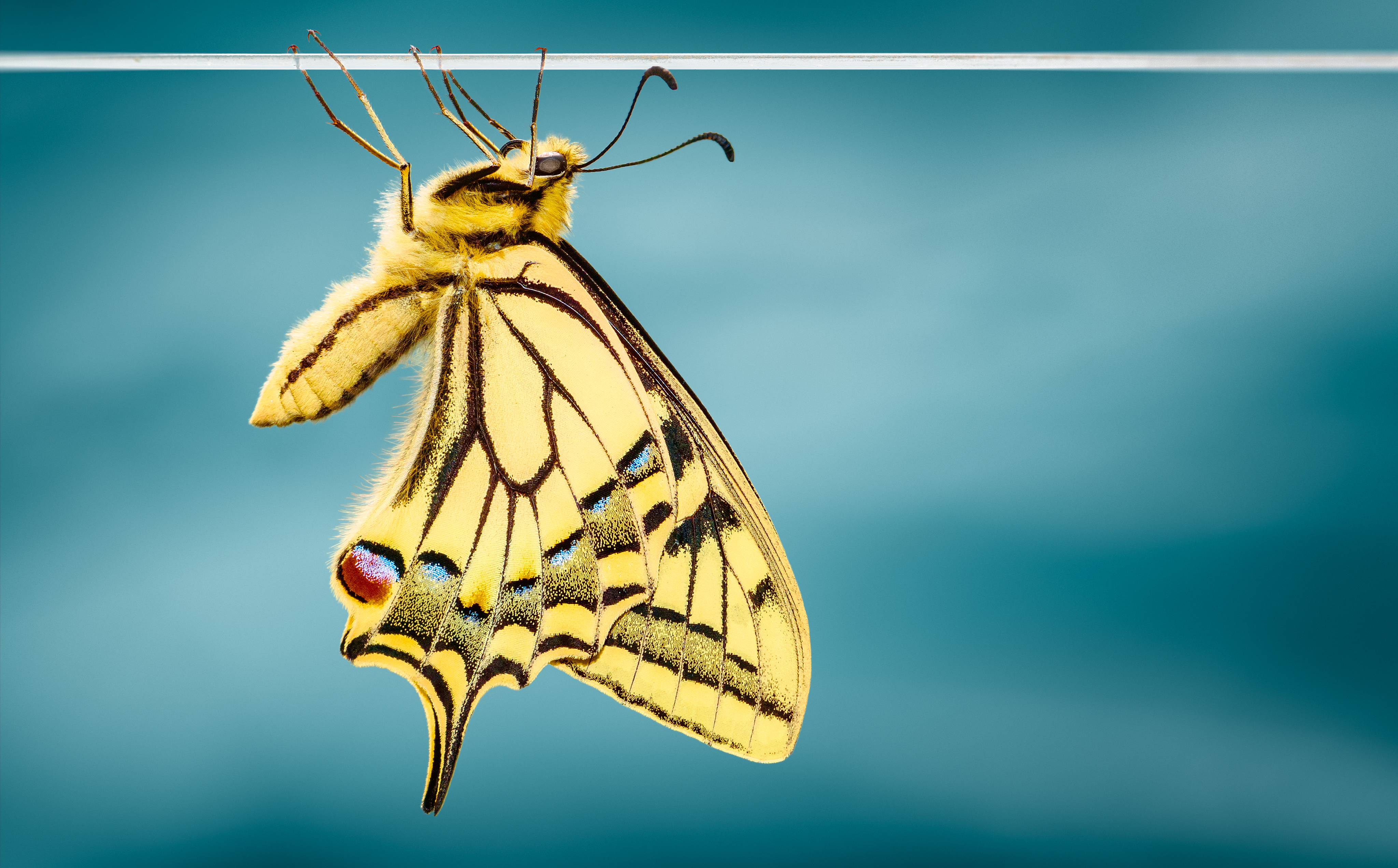
Нижняя сторона крыльев

Подвид sachalinensis, по сравнению с предыдущим подвидом является более мелким ярко-жёлтым с интенсивным чёрным рисунком. Забайкальские степи, Центральную Якутию населяют по меньшей мере два подвида: orientis, занимающий более южную часть ареала, и asiatica, распространённый к северу от последнего.
Описанные японским автором (Matsumura, 1928) два подвида махаона — mandschurica (Маньчжурия) и chishimana Mats. (о. Шикотан) остаются ещё недостаточно выясненными.
Самый выдающийся своей окраской подвид — kamtschadalus (Alpheraky, 1869). При сохранении ярко-жёлтой окраски он отличается общим побледнением чёрного рисунка на крыльях и заметно укороченными хвостиками.
В Центральной Европе, северо-западном Кавказе, юге Русской равнины распространён подвид gorganus (Fruhstorfer), в Великобритании подвид britannicus Seitz, в Северной Америке подвид — aliaska Scudder.
Восточная половина Большого Кавказа, степные и полупустынные районы Северного Прикаспия, кавказское побережье Каспийского моря, долина Куры и Талышские горы являются местом обитания centralis, он проникает в Иран и через хребет Эльбурс выходит на Копетдаг. С Эльбурса описан подвид muetingi Seyer, 1976, с южных склонов Копетдага — weidenhofferi Seyer, 1976.
Малоазиатский подвид syriacus (типовая местность: Сирия). Обитателем средне- и высокогорных ландшафтов на всей территории Кавказа является подвид rustaveli.
Тем не менее, большинство систематиков не признают многие «подвиды» махаона; так, копетдагский weidenhofferi Seyer, 1976 представляет собой только мелкую весеннюю форму, очень похожую на номинативных особей; летом в тех же местах летают типичные особи centralis. Последних часто считают только высокотемпературной формой махаона.

## Ареал
Широко распространённый вид в Голарктической области. Встречается повсеместно в Европе (отсутствует только в Ирландии, а в Англии обитает только в графстве Норфолк) от морей Северного Ледовитого океана до побережья Чёрного моря и Кавказа.
Встречается в Азии (включая тропики), Северной Африке и Северной Америке. В горах Европы поднимается до высоты 2000 м над уровнем моря (Альпы), в Азии — до 4500 м (Тибет).

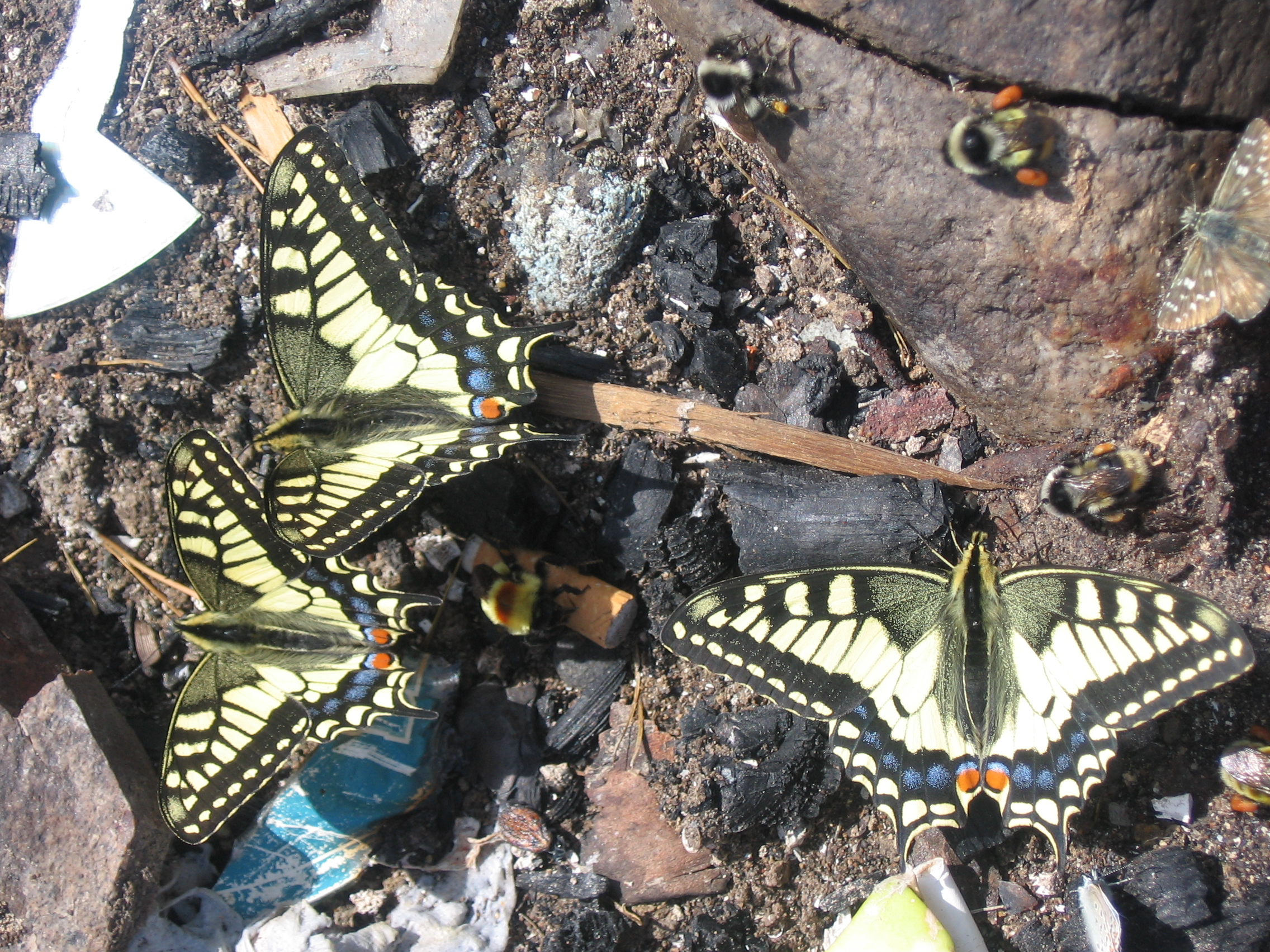
Скопление Махаона на побережье Байкала, недалеко от села Петрова

## Время лёта
На севере Европы развивается в одном поколении, лёт бабочек которого с июля по август, на юге развивается два поколения, в Северной Африке — три, где лёт бабочек длится с апреля по октябрь. Продолжительность жизни имаго составляет до трёх недель.

## Места обитания
Обитает в хорошо прогреваемых биотопах, обычно имеющих сырые участки, где произрастают кормовые зонтичные растения. На севере встречается в разных типах тундр. В лесном поясе — предпочитает луга различного типа, опушки, поляны, обочины дорог, берега рек. Нередко встречается в агроценозах. В Каспийской низменности (Астраханская область и Калмыкия в России, в Азербайджане) встречается также в барханных незакреплённых пустынях и холмистых сухих степях. Одиночные особи при высоких миграционных возможностях могут залетать в крупные урбанизированные центры.

## Размножение

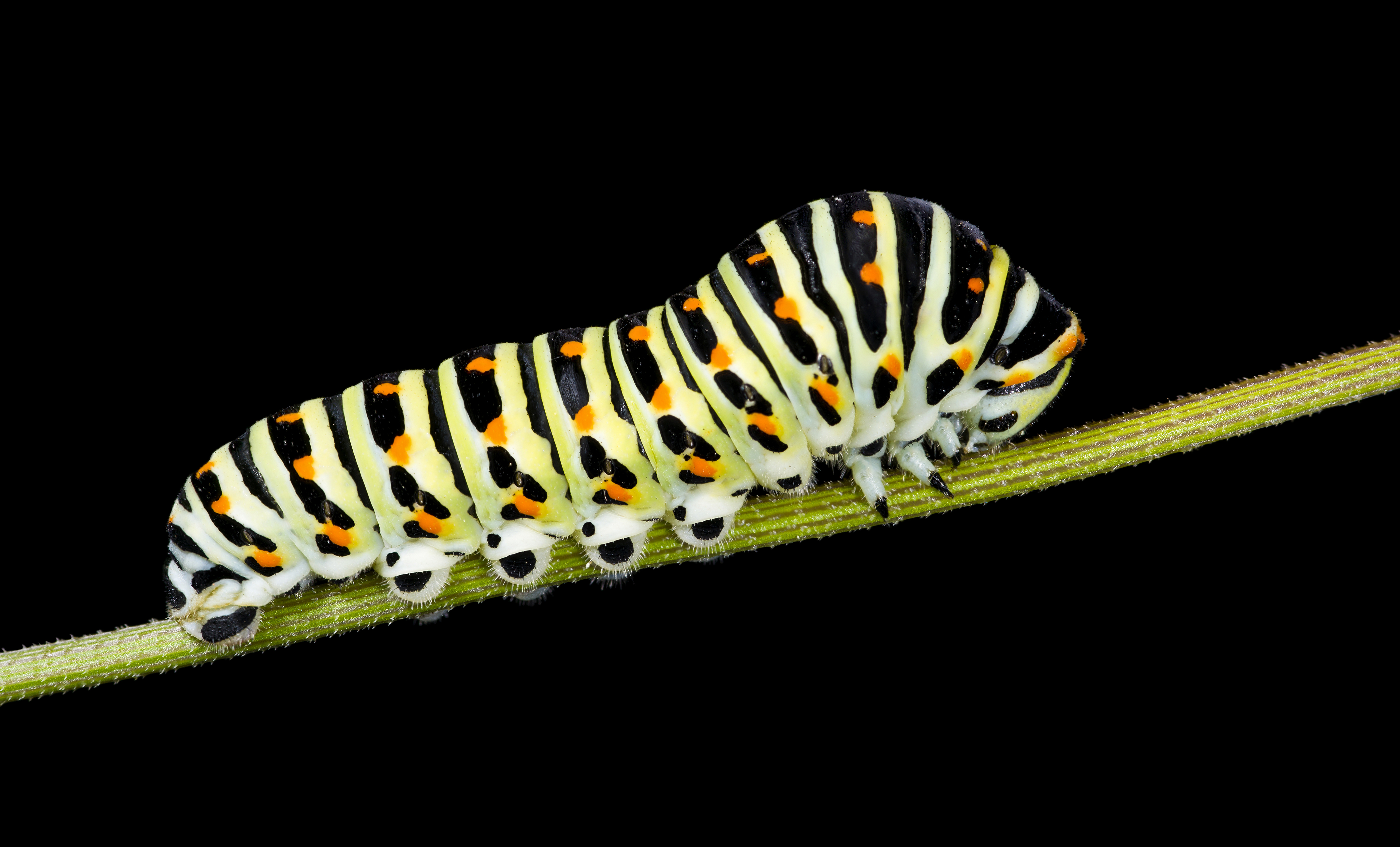
Гусеница махаона

В природе самец махаона активно ищет самку, отгоняя всех остальных самцов своего вида с собственной территории. После того, как самка будет найдена, самец начинает спариваться с ней на протяжении 40 минут – 1,5 часов, время зависит от погодных условий. После спаривания самец погибает через несколько часов или дней, что зависит от возраста бабочки. Спариваться самцы махаона способны лишь один раз. После спаривания самка махаона быстро улетает, не подпуская к себе других самцов. Спустя сутки бабочка начинает активно откладывать яйца на кормовые растения.
Самка махаона откладывает яйца, зависая в воздухе, на нижнюю сторону листа или на боковую поверхность стебля кормовых растений. За один подлёт бабочка откладывает 2, иногда 3 яйца.
Всего одна самка за свою жизнь откладывает до 120 яиц.
Яйца имеют полушаровидную форму, цвет зеленоватый или серо-жёлтый с красновато-коричневым верхом и средней частью, через время их окраска изменяется на голубоватую с чёрным рисунком. Стадия яйца — 6—7 дней.
Гусеница. 1-е поколение гусениц с мая по июнь, 2-е — с августа по сентябрь.
Первоначальная окраска гусеницы чёрная, с красными «бородавками» и с большим белым пятном на спинке. По мере роста гусеницы бородавки исчезают, гусеница приобретает зелёную окраску с чёрными поперечными полосами. На каждой чёрной полосе располагается 6—8 оранжево-красных пятен. При раздражении гусеница выдвигает позади головы железу, называемую осметрий. Она представляет собой два длинных оранжево-красных рожка.
В случае опасности гусеница выдвигает осметрий наружу, поднимает переднюю часть тела вверх и назад, выделяя оранжево-жёлтую жидкость с едким неприятным запахом. Так защищаются только молодые и средневозрастные гусеницы, взрослые гусеницы при опасности также выдвигают железу.
Предпочитает питаться цветками и завязями, реже листьями на кормовых растениях.
К концу своего развития гусеница почти не питается.
Стоит сказать, что далеко не все гусеницы доходят до стадии бабочки, т. к.  в природе они подверженны заражению паразитами, такими как Trogus lapidator  или мухами семейства Tachinidae.
Куколка.
Окукливание происходит на стеблях кормового растения либо на соседних растениях.
Цвет куколки зависит от цвета субстрата — летние куколки зелёного или желтоватого цвета, покрытые мелкими чёрными точками. Зимующие куколки — бурой окраски, с чёрным головным концом и толстыми рожками на голове.
В Центральной Европе стадия летней куколки продолжается 2—3 недели, у зимующих куколок — несколько месяцев.

## Кормовые растения
В средней полосе кормовыми растениями служат различные зонтичные, в частности — борщевик (Heraclium), морковь (Daucus) — как дикая, так и обыкновенная, укроп (Anethum), петрушка (Petroselinum), дягиль (Angelica), бутень (Chaerophyllum), горичник (Peucedanum), прангос (Prangos), фенхель (Foeniculum), порезник (Libanotis), гирча (Selinum), гирчовница (Thyselium), сельдерей (Apium), тмин (Carum), бедренец (Pimpinella), резак (Falcaria).
В других регионах — представители рутовых: ясенец мохнатоплодный (Dictamnus dasycarpus), бархат амурский (Phellodendron amurensis), различные виды цельнолистника (Haplophillum); сложноцветных: полынь (Artemisia) (в степях и пустынях Средней Азии); берёзовых: ольха Максимовича (Alnus maximowiczii), ольха японская (A. japonica) (последняя — на Южных Курилах).

## Замечания по охране

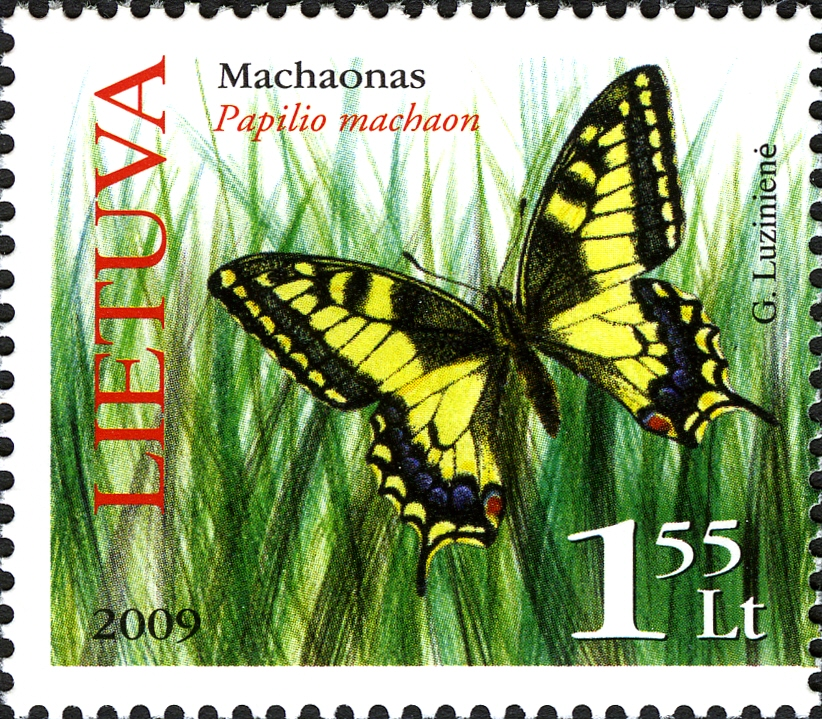
Почтовая марка Литвы, 2009

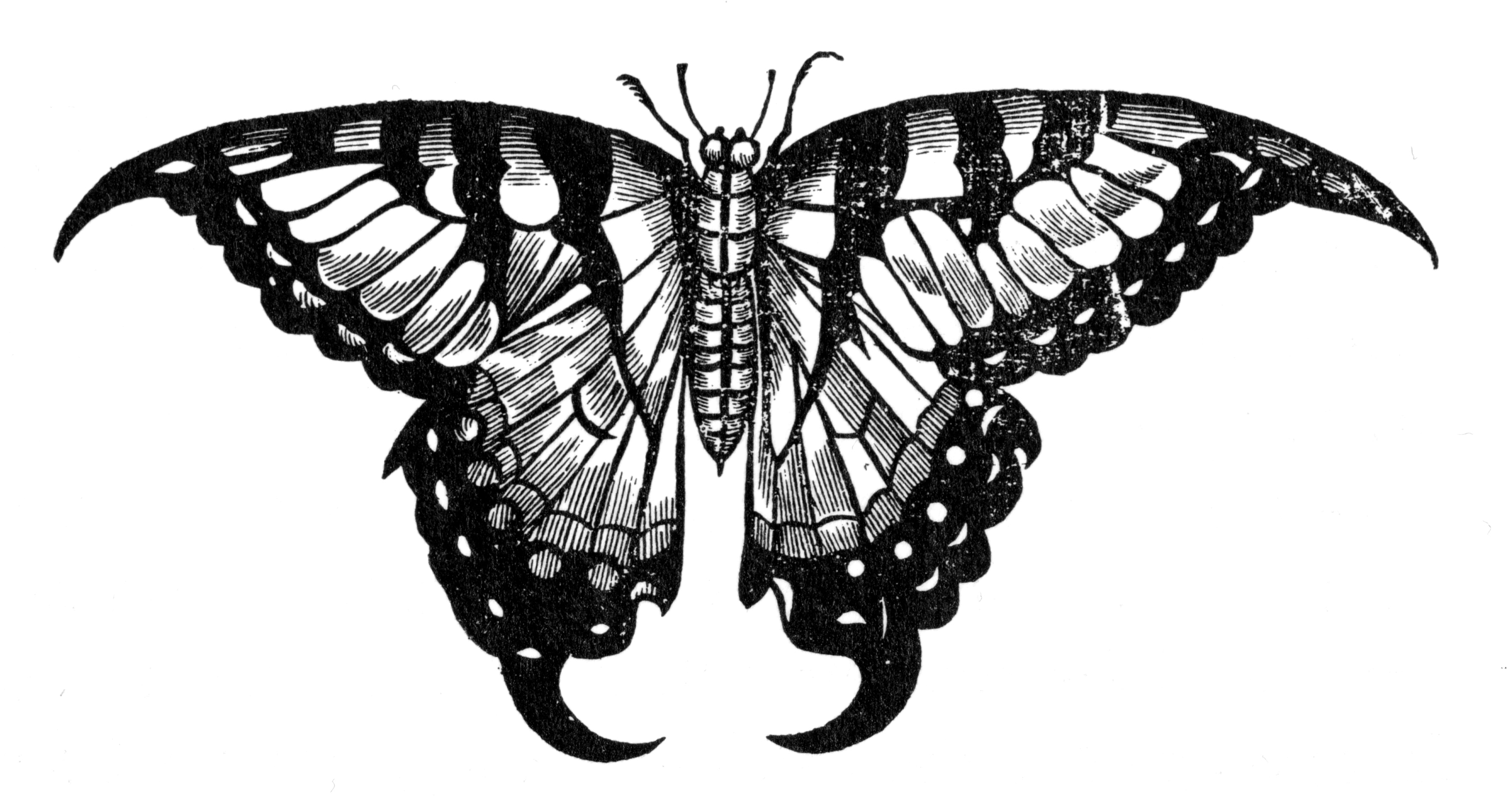
Изображение махаона из книги Эдварда Топселла История четвероногих животных и змей (1658)

Занесён в Красные книги Украины (1994), в России — в Красную книгу Московской области (1998) — 3 категория, Смоленской области — 2 категория, Вологодской области (2006) — 3 категория, Латвии (1998) — 2 категория; Литвы — 3 категория, Германии — 4 категория, Карелии — 3 категория, Красноярского края — 3 категория;
На преимагинальных стадиях сильно уязвим при действии пожаров (особенно низовых), сплошном выкашивании, перевыпасе скота, сильном вытаптывании лугов.
В 2006 году признан Бабочкой года в Германии.

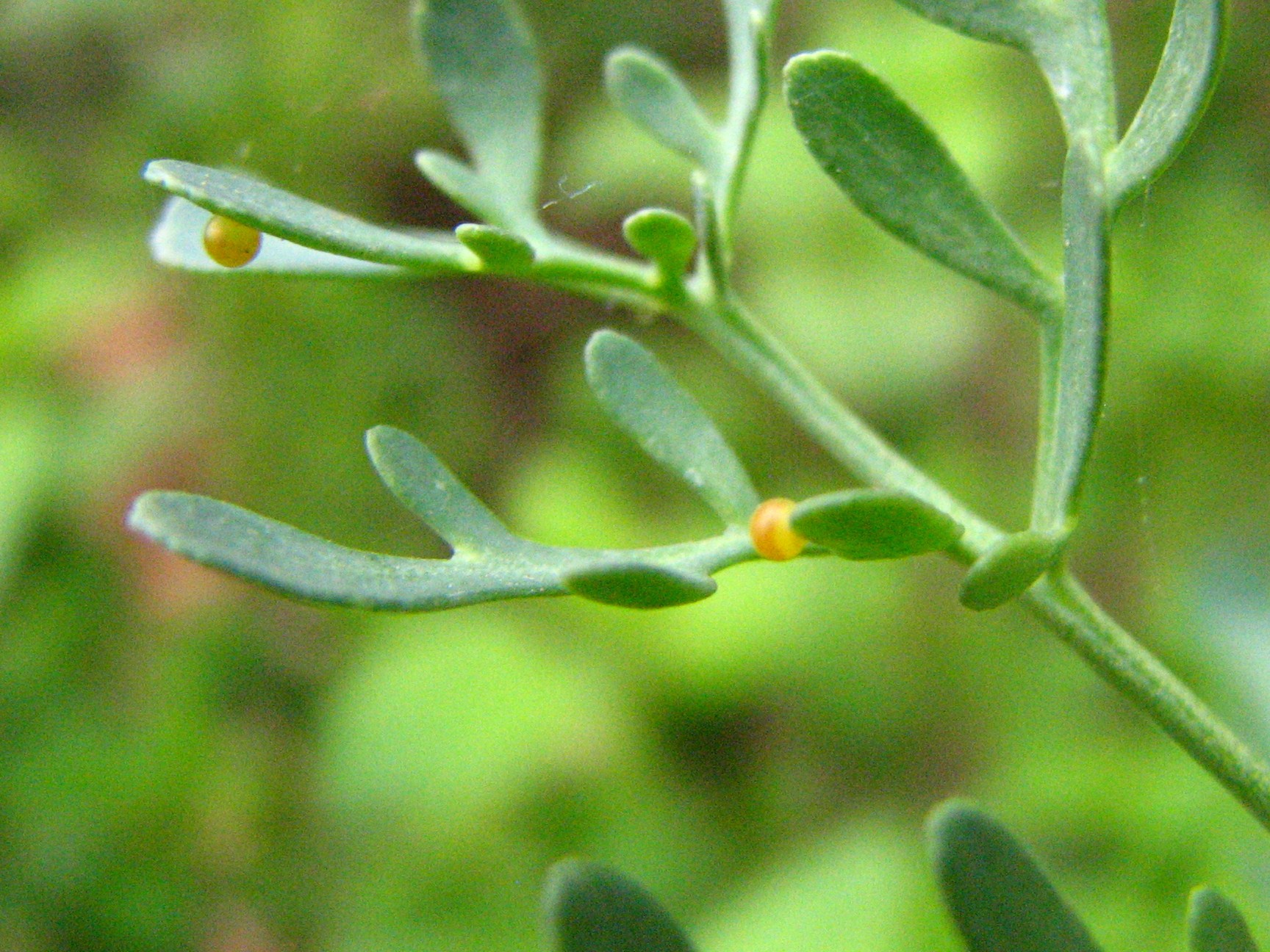
Яйцо
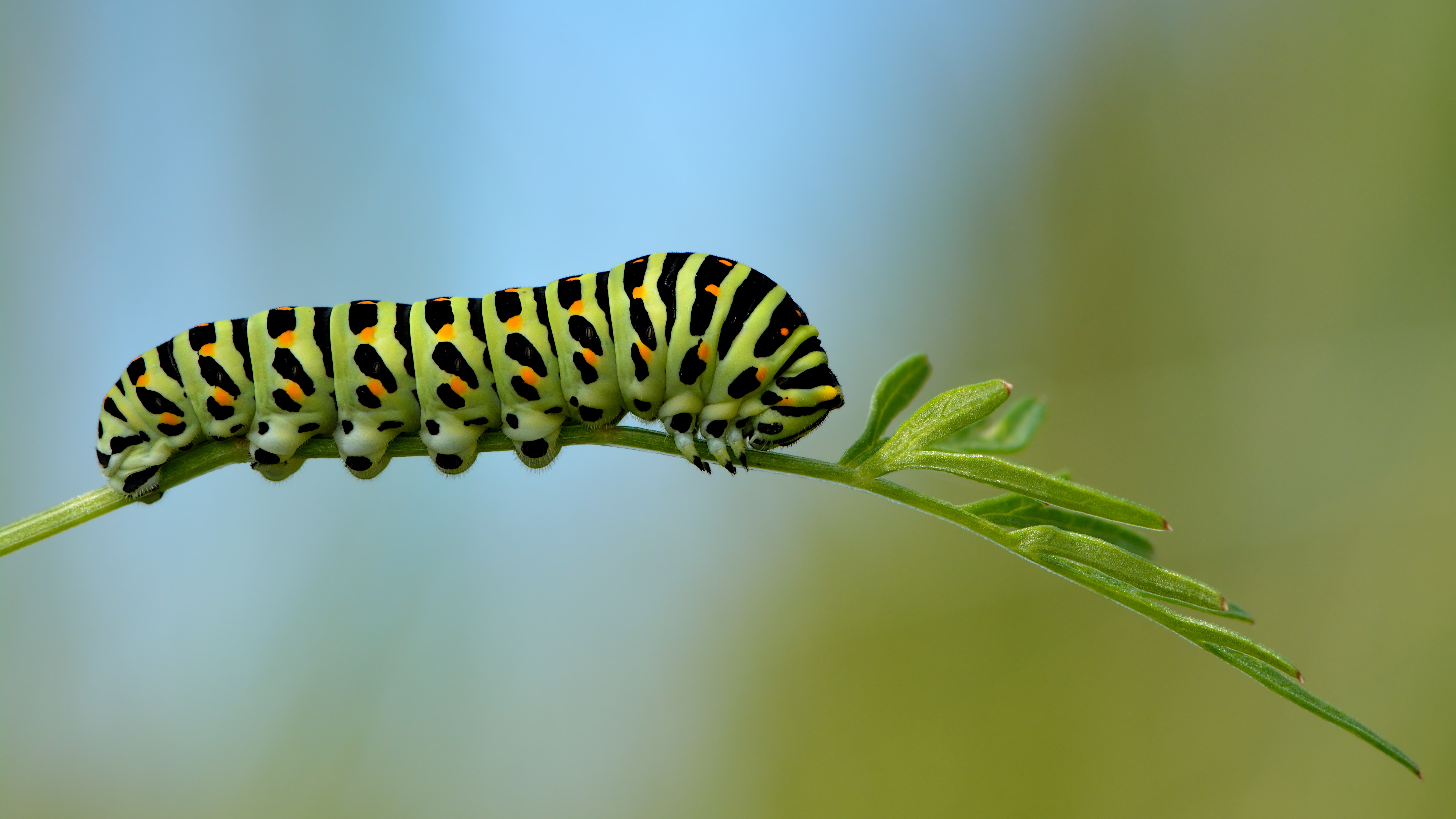
Гусеница
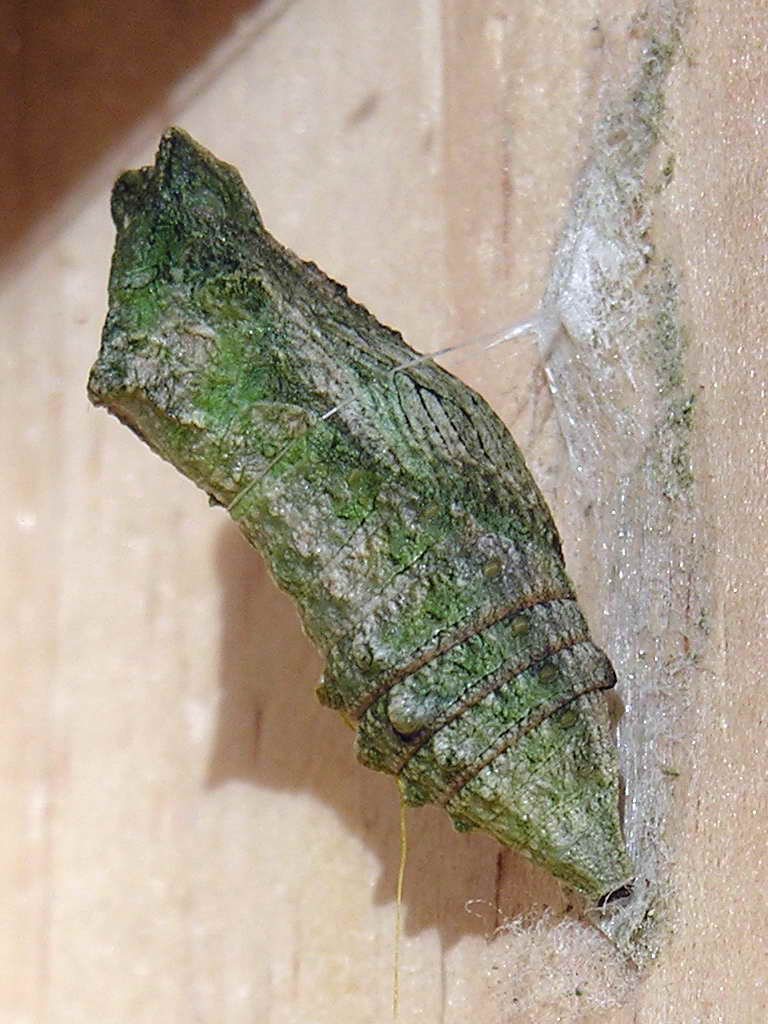
Куколка
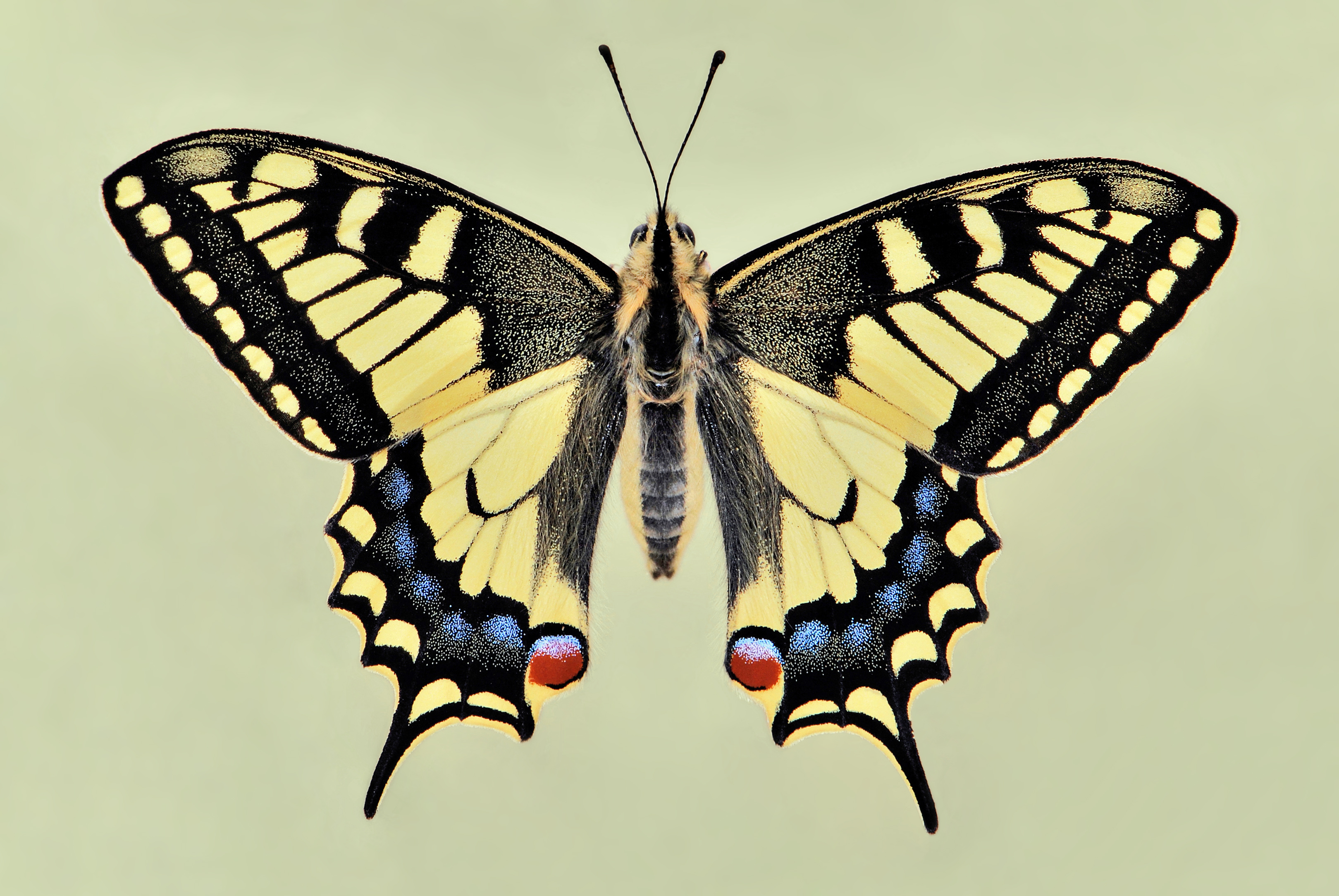
Имаго
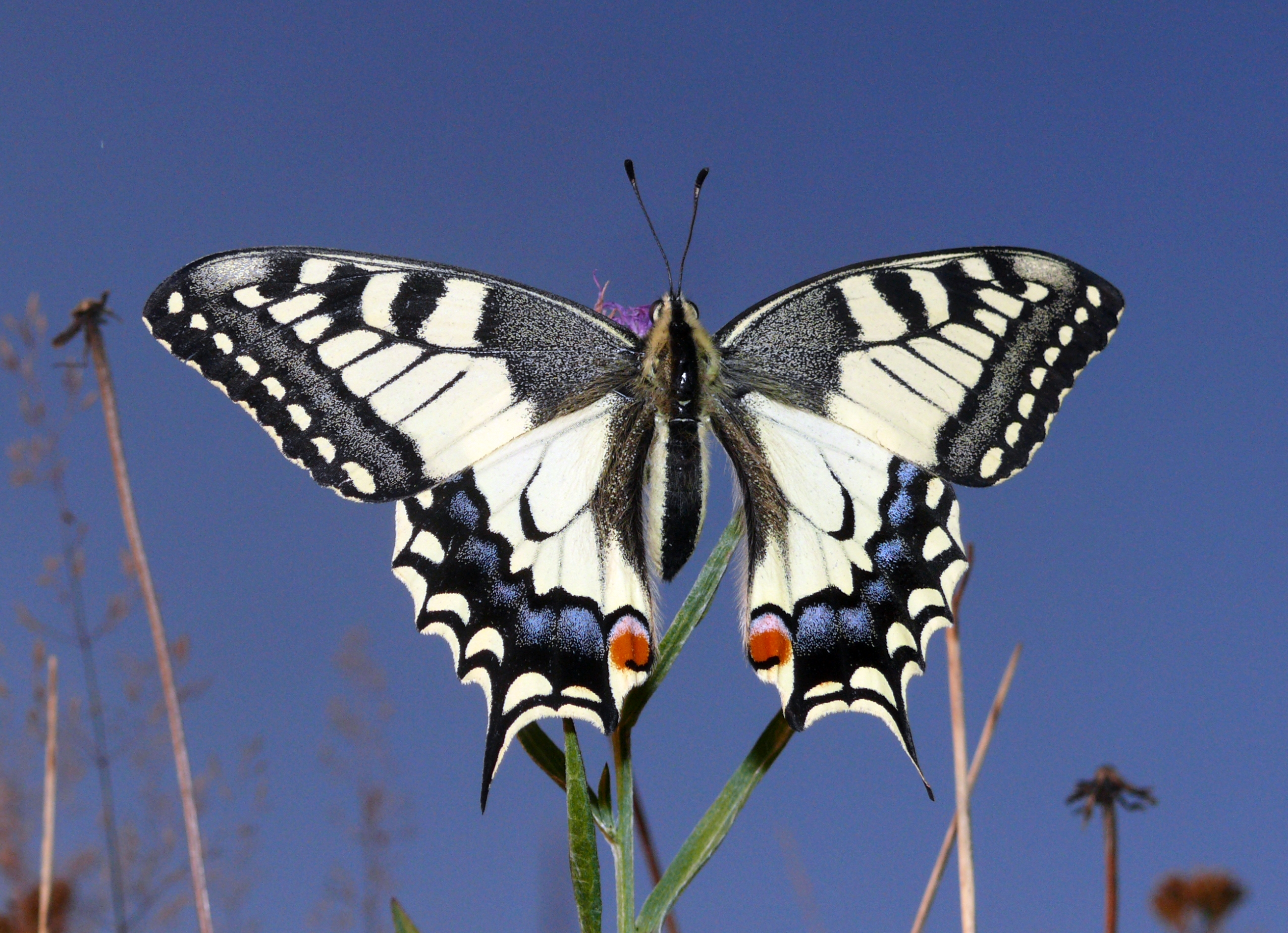
Имаго